# Носов, Александр Алексеевич
Александр Алексеевич Носов (род. 14 мая 1971 г. в с. Вязовка Киквидзенского района Волгоградской области) — российский государственный и политический деятель, депутат Государственной Думы VII созыва, член фракции «Единая Россия», член комитета Госдумы по бюджету и налогам.

## Биография
В 1993 году получил высшее образование по специальности «бухгалтерский учет, контроль и анализ хозяйственной деятельности в сельском хозяйстве» окончив Волгоградский сельскохозяйственный институт. До призыва в Армию, в 1993 году работал в смешанном садоводческом товариществе «Еланское» в должности бухгалтера, экономиста. В 1994 году был призван для прохождения срочной службы, в 1996 году демобилизован из Вооруженных сил РФ. С 1996 по 2001 год работал в смешанном садоводческом товариществе «Еланское» в должности главного экономиста, позднее — председателем товарищества. С 2001 по 2005 год работал в администрации Еланского района в должности заместителя главы по вопросам экономики, финансов и социальной сферы.
В октябре 2005 года в порядке самовыдвижения баллотировался на должность главы администрации Еланского района Волгоградской области, по результатам выборов одержал победу, был избран главой администрации района. В октябре 2009 года повторно избран на должность главы администрации Еланского района.
С 2014 по 2016 год работал в ассоциации «Совет муниципальных образований Волгоградской области» в должности председателя правления.
В сентябре 2016 года баллотировался по спискам партии «Единая Россия» в Госдуму, по итогам распределения мандатов избран депутатом Государственной Думы VII созыва.

## Законотворческая деятельность
С 2016 по 2019 год, в течение исполнения полномочий депутата Государственной Думы VII созыва, выступил соавтором 59 законодательных инициатив и поправок к проектам федеральных законов.